# Lac Rupanco
Le lac Rupanco (signifiant littéralement « endroit par où l'eau est passée » en mapudungun), est un lac du sud du Chili, situé dans la Province d'Osorno, Région de los Lagos. Il est situé entre les lacs Puyehue au nord et Llanquihue au sud. Son extrémité orientale est bordée par la cordillère des Andes (avec comme principaux sommets dominant le lac les volcans Puntiagudo et Casablanca. La partie occidentale est entourée de basses collines ; la ville la plus proche est Osorno, située quelques dizaines de kilomètres en aval.
Bien que ses berges ne soient pas encore reliées par une route goudronnée, le lac draine un nombre croissant de touristes, attirés à la fois par les sports nautiques et les possibilités de pêche sportive.